# イドリサ・セック

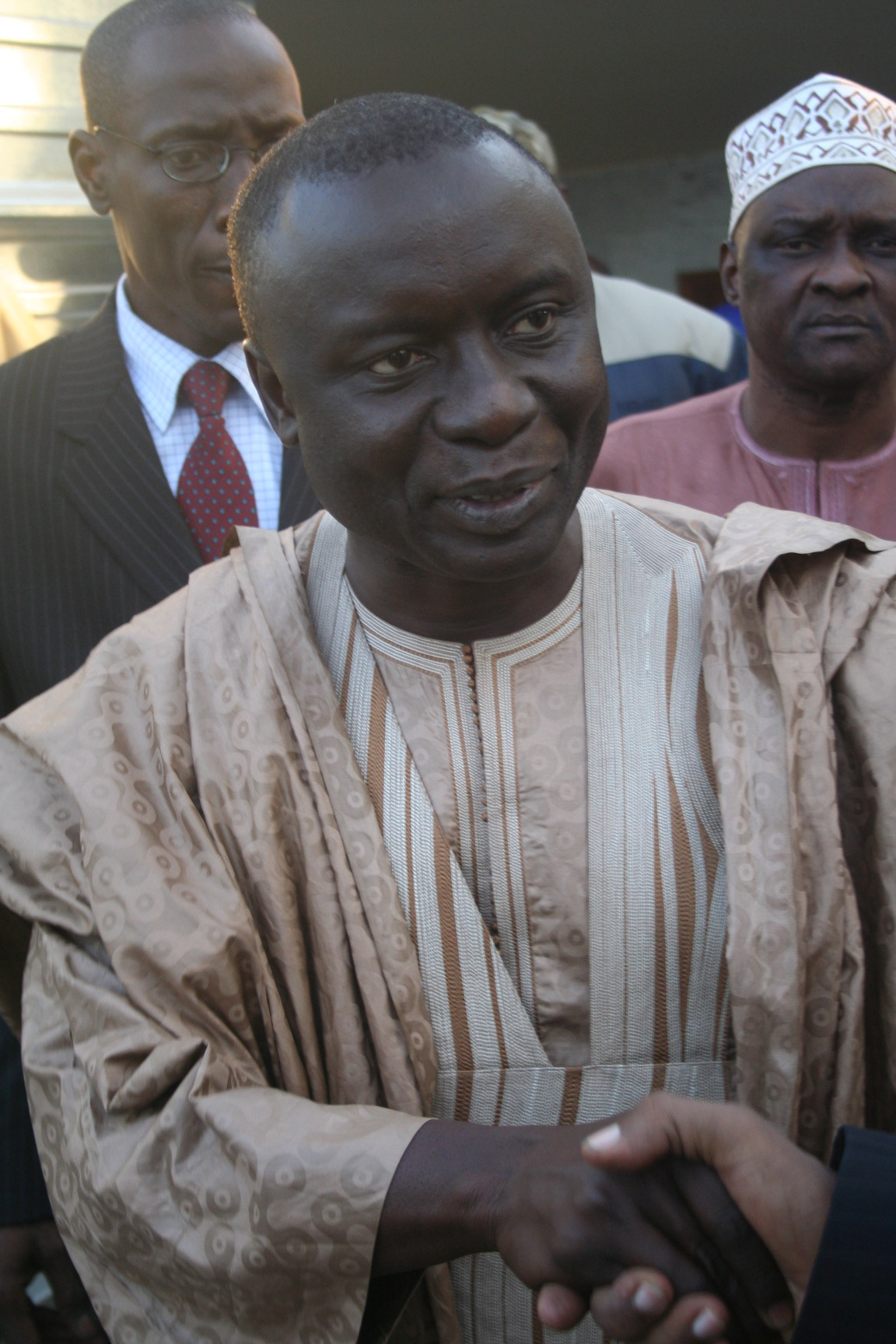
イドリサ・セック

イドリサ・セック（Idrissa Seck、1959年8月9日 - ）は、セネガル共和国の政治家。2002年11月4日から首相を務めたが、2004年8月21日、アブドゥライ・ワッド大統領に解任された。
セックはパリおよびプリンストン大学で学んだ。
セックはワッド大統領と近く、2000年の大統領選挙の際にワッド陣営の選挙運動責任者を務め、セネガル民主党（PDS）ナンバー2で、有力な後継者と目されていた。故郷ティエス市の市長。
2005年ティエスでの建設プロジェクトにかかる汚職の疑いをかけられ投獄されたものの起訴はされず2006年初頭に釈放された。2006年4月、彼は2007年の大統領選に出馬する意向を発表した。2007年3月の大統領選では、現職のワッド大統領に敗れて落選。